# Anodonție

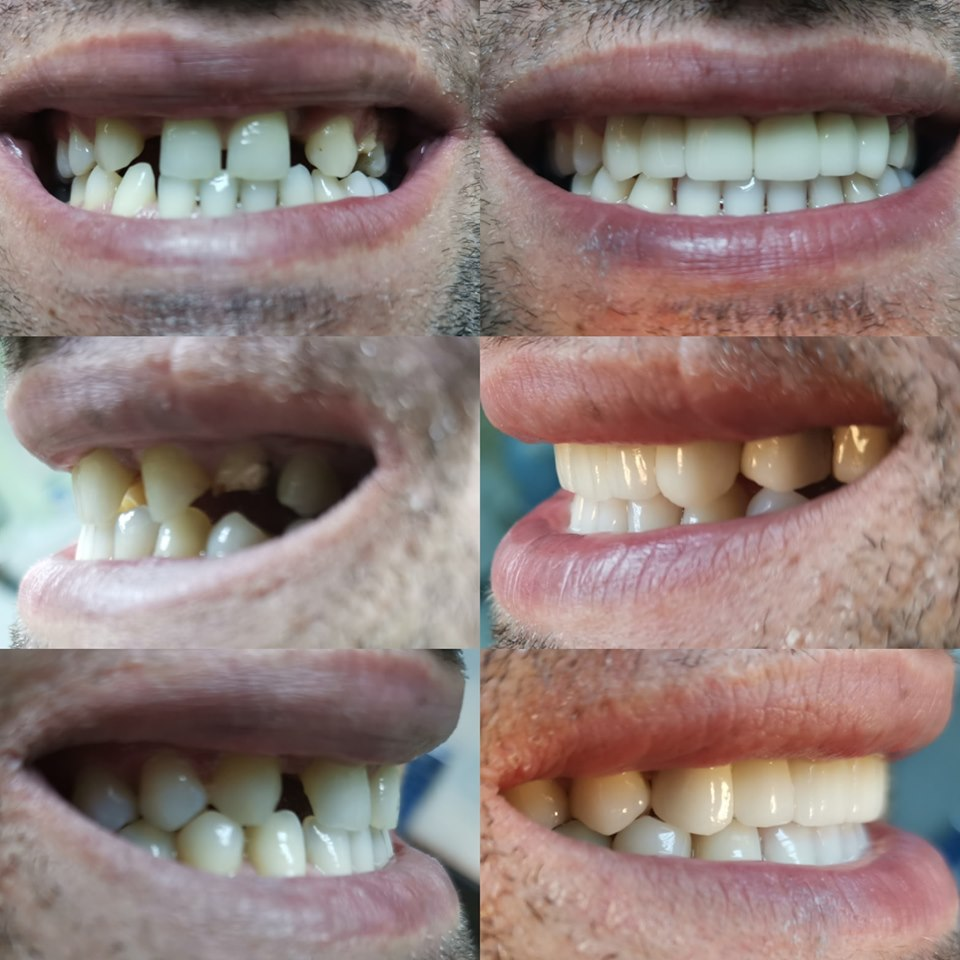
anodontia incisivilor laterali superior

Anodonția reprezintă absența congenitală a unuia sau mai multor dinții primari sau permanenți. Poate interesa un dinte sau mai mulți, anodonție unidentară, de grup sau anodonție totală. Lipsa continuității arcadelor, prin spațiile create de absența dinților ridică probleme serioase atât estetice cât și funcționale. Variante ale anodonției sunt oligodonția, când lipsesc maxim 6 dinți și hipodonția, când numărul dinților absenți depășește cifra 6.

## Prevalența anodonției
Teoretic, anodonția poate cuprinde orice unitate dentară dar sunt rare cazurile în care arcada este complet edentată. Dinții care lipsesc cel mai frecvent sunt molarii de minte (aproximativ 30% din cazuri), incisivii laterali și premolarii inferiori.

## Cauzele anodonției
Patologia mamei – în timpul sarcinii, unele probleme ale mamei pot afecta dentiția copilului.
Traumatisme ale copilului – în primul an de viață al copilului, accidentele minore care interesează regiunea orală pot afecta dezvoltarea mugurilor dentari și în consecință creșterea normală a dinților.
Proces natural – unii muguri dentari pot lipsi fără a fi implicată orice altă patologie.
Anodonția de obicei apare în cadrul displaziei ectodermale, care reprezintă un grup de anomalii unde 2 sau mai multe structuri ectodermale derivate au o dezvoltare anormală. Când anodonția nu este asociată acestui sindrom, aceasta este cauzată de o mutație genetică necunoscută, dar, cu toate ca nu a fost identificată nicio genă specifică, mai multe gene diferite ar fi asociate cu anodonția, printre care: EDA, EDAR, EDARADD, MSX1, PAX9, IRF6, GREM2, AXIN2, LRP6, SMOC2, LTBP3, PITX2 și WNT10B. Ultima genă este considerată a avea un impact major în apariția hipodonției sau oligodonției. Dacă anodonția este prezentă de partea maternă sau paternă, șansele ca aceasta să fie moștenită sunt mai crescute.

## Problematica dinților absenți
Reabilitarea orală în cazul anodonției depinde de numărul dinților absenți și localizarea acestora. Se poate opta pentru tratament ortodontic pentru închiderea spațiilor sau tratament protetic.
Tratamentul protetic – înlocuirea dinților absenți se realizează atunci când spațiile sunt suficient de mari încât să ne permită aceasta procedură. Medicul stomatolog poate concepe o punte dentară sprijinită pe dinții restanți sau să recurgă la implante inserate în osul edentat.
Tratamentul ortodontic – în cazul în care spațiile nu sunt foarte mari iar dinții au migrat spre edentație, medicul stomatolog poate indica tratamentul ortodontic. Aceasta metodă se poate combina cu tratamentul protetic, pentru rezultate mulțumitoare.

## Absența incisivilor laterali superiori
Această situație în care lipsește un incisiv superior lateral sau chiar ambii este una complexă, fiindcă interesează o zonă cu importanță estetică. Se creează o asimetrie și migrări care afectează în principal funcția estetică. De asemenea, incisivii laterali se află în vecinătatea caninilor, cu o importanță deosebită în ghidajul funcțional. Odată acest ghidaj afectat, se produce o dizarmonie a arcadelor în mișcările funcționale care se transmite inclusiv la articulația temporo-mandibulară, producând durere și limitarea deschiderii gurii.

## Absența premolarilor inferiori
Nu reprezintă o provocare atât de mare precum cea din situația precedentă fiindcă premolarii nu sunt într-o zonă cu importanță estetică deosebită. Spațiile pot fi protezate sau închise ortodontic. În cele mai multe situații, când lipsește doar un premolar, spațiul se închide de la sine, prin migrarea dinților situați posterior, fără a afecta ocluzia.

## Absența molarilor de minte
Nu reprezintă o problematică stomatologică. Nu se găsesc într-o zonă cu importanță estetică și uneori, prezența lor produce înghesuiri în zonele frontale, în special în cazul arcadelor înguste.
Medicul stomatolog poate identifica absența dinților clinic, prin vizualizarea directă a spațiilor existente și va întreba pacientul dacă nu a fost vorba de o extracție în antecedente. Va corela rezultatul clinic cu cel radiografic pentru a depista dacă nu este vorba despre un dinte inclus. Apoi va concepe un plan de tratament individualizat situației existente în cavitatea orală.
Spațiile create de absența dinților pot periclita funcțiile arcadelor, de aceea tratamentul trebuie instituit cât mai repede.

## Definiție
Anodonția este o anomalie genetică rară caracterizată prin absența congenitală a tuturor dinților temporari sau permanenți. Este împărțită în 2 subsecțiuni, absența completă a dinților sau doar a unuia. Este asociată cu o serie de sindromuri ale pielii sau ale nervilor denumită displazia ectodermală. Anodonția este de obicei parte a unui sindrom și apare rareori ca o entitate izolată. Nu există o cauza exactă a anodonției. Defectul rezultă în obstrucția laminei dentare în timpul embriogenezei datorită unor factori locali, sistemici și genetici.
Absența congenitală a dinților permanenți poate fi prezentată ca hipodonție, când lipsesc 1 sau 2 dinți permanenți sau oligodonție când lipsesc 6 sau mai mulți dinți. Absența congenitală a tuturor molarilor de minte( molarul 3) este relativ comună.
Anodonția este absența congenitală a dinților și poate apărea la unii sau la toți dinții, pe când anodonția parțială (sau hipodonția), implică ambele dentiții sau doar pe cea permanentă. Aproximativ 1% din populație are oligodonție. Mai multe denumiri sunt atribuite acestei anomalii ca: anodonție parțială, hipodonție, oligodonție, absența congenitală, anodonție, aplazie bilaterală.
Absența congenitală a cel puțin un dinte permanent este una dintre cele mai comune anomalii dentare și poate contribui la o disfuncție masticatorie, defecte în vorbire, probleme estetice și malocluzie. Absența incisivilor laterali reprezintă un stereotip major. Oamenii cu această condiție sunt percepuți social ca fiind cei mai agresivi comparativ cu cei fără anodonție. Apariția anodonției este mai mică decât a hipodonției care are o prevalență de 0,1-0,7% la dinții temporari și 3-7,5% la dinții permanenți.

## Semne și simptome
Principalul semn al anodonției este atunci când copilului nu îi erupe niciun dinte permanent până la vârsta de 12 ani. Alt semn al anodonției poate include absența dinților temporari când copilul atinge vârsta de 12- 13 luni.
Simptomele care sunt asociate cu anodonția includ: alopecia, lipsa glandelor sudoripare, despicătura de buză sau palat și lipsa unghiilor. În majoritatea timpului, aceste simptome sunt observate deoarece anodonția este asociată de obicei cu displazia ectodermală. În cazul rar în care displazia ectodermală nu este prezentă, anodonția va fi cauzată de o mutație genetică necunoscută.

## Mecanisme și Fiziopatologia
Anodonția este o anomalie genetică care de obicei apare ca rezultat al unui alt sindrom. Diferite rezultate pot apărea în funcție de gena care este implicată. Rămâne încă neclar care gena specifică este cauza directă, dar sunt cunoscute câteva gene care ar putea fi legate de această anomalie. Principalele gene implicate includ: genele EDA, EDAR și EDARADD.
Dacă o genă funcțională și una nefuncțională sunt moștenite, una de la un părinte afectat și una de la un părinte neafectat, poate conduce la o șansă de 50% ca copilul să moștenească tulburarea genetică. Anodonția individuală nu va avea efect asupra niciunei alte părți a corpului, în afară de lipsa dinților.

## Sindroame asociate
Hipodonția și anodonția sunt frecvent asociate cu o multitudine de sindroame și anomalii genetice, aproximativ 70. Sindroamele implicate în mod principal cu participarea ectodermală sunt o primă ciurcumstanță pentru anodonție să apară, câteva exemple fiind: Boala Rieger, Robinson și hipoplazia dermică focală.
Trei sindroame cu semne clasice de anodonție sunt oculomandibulodiscefalia, displazie mezoectodermică și displazie ectodermală. În cazuri de oculomandibulodiscefalie, dinții permanenți nu sunt prezenți, însă cei temporari da. În displazie mezoectodermală simptomele sunt anodonție și hipodonție. În cazul displaziei ectodermale oligodonția este prezentă, de asemenea. Alte simptome asociate cu anodonția includ: alopecia, lipsa glandelor sudoripare, despicături de palat sau buză și lipsa unghiilor.

## Diagnostic
Anodonția poate fi diagnosticată când copilul nu începe să dezvolte dinți în jurul vârstei de 12-13 luni sau până la vârsta de 10 ani pe cei permanenți. Medicul dentist poate folosi radiografii, cum ar fi cele panoramice, pentru a verifica dacă există vreun dinte în dezvoltare. Este, de asemenea, un risc mai mare pentru un copil să dezvolte anodonție dacă părinții au această anomalie. În absența tuturor dinților permanenți, anodonția va fi diagnosticul. Dacă lipsesc între 1 până la 5 dinți, diagnosticul va fi de hipodonție, iar în absența a 6 sau mai multi dinți, de oligodonție.

## Complicații
Complicațiile asociate cu anodonție pot varia, dar majoritatea rezultă în probleme legate de funcția estetică, fonatorie și masticatorie. Complicații pot apărea o dată cu aplicarea unui implant dentar. Deși rar, unele complicații se pot referi la slăbirea șurubului implantat sau a apriției unor leziuni dureroase.

## Prevenție și tratament
Anodonția nu poate fi prevenită datorită faptului că este o anomalie gentică. Înlocuirea protetică a dinților lipsă este posibilă prin utilizarea implanturilor dentare sau a protezelor. Acest tratament poate cu succes să ofere pacienților cu anodonție o înfățișare cu o estetică mai plăcută. Utilizarea protezării prin implant la mandibulă poate fi recomandată la pacienții tineri, datorită obsevării unei îmbunătățiri în creșterea cranio-facială, a dezvoltării sociale și a imaginii de sine. Studiul asociat cu aceste dovezi a fost realizat la persoane care au avut displazie ectodermală încadrate în grupuri variate de vârstă până în 11 ani, între 11 și 18 și mai mari de 18 ani.
S-a observat că riscul de eșec al implantului a fost semnificativ mai mare la pacienții cu vârsta mai mică de 18 ani, dar există motive semnificative pentru a utiliza această metodologie de tratament la cei mai în vârstă. În general, utilizarea unei protezări pe implant are un avantaj funcțional, estetic și psihologic considerabil la pacienți în comparație cu o proteză convențională.

## Prognostic
La pacienții diagnosticați cu anodonție este de așteptat să aibă o durată a vieții normală. O data ce anodonția este diagnosticată, implanturile dentare sau protezele sunt necesar a fi utilizate pentru a trata această afecțiune. Există o șansă de 88.5% până la 100% ca implanturile dentare la pacienții cu displazie ectodermală sau hipodoție să fie inserate cu succes după vârsta de 18 ani.

## Epidemiologie
Prevalența anodonției este necunoscută, dar este o anomalie foarte rară. Anodonția apare la mai puțin de 2-8% din populația generală în ceea ce privește afectarea dinților permanenți și 0,1-0,7% la dinții temporari. Sexul și etnia nu joacă un rol în apariția anodonției.

## Studii
Un studiu recent realizat în 2019 de R. Constance Wiener și Christopher Water a analizat anodonția, hipodonția și oligodonția la copiii din Virginia de Vest. Există o prevalență ridicată a lipsei dinților permanenți la copii, în Virginia de Vest, comparativ cu restul națiunii. În timpul acestui studiu, au fost realizate 500 de imagini panoramice ale copiilor cu vârste cuprinse între 6 și 11 ani. Din cele 500 de imagini realizate, 60 de copii aveau cel puțin unul sau mai mulți dinți permanenți lipsă. Rezultatele au arătat că mai multe fete aveau unul sau mai mulți dinți permanenți lipsă decât băieții. Din cei 60 de copii cărora le lipseau dinții permanenți, 15,5% erau fete și 8,8% băieți.
Un studiu de caz a fost realizat în 2016 la un băiețel de 6 ani care prezenta anodonție. Nu a existat istoric familial de anodonție și pacientul nu a prezentat alte simptome caracteristice displaziei ectodermale. S-a observat că hipodonția era prezentă în arcada maxilară și singurii dinți prezenți erau primul molar temporar stâng și al doilea molar temporar bilateral.
S-a observat, de asemenea, că mucoasa bucală, palatul și planșeul oral au fost considerate normale. Pacientul a continuat cu reabilitarea orală și i-a fost aplicată o proteză dentară mobilă. Pacientul a avut un disconfort la început să poarte proteza dentară până când treptat a învățat să se adapteze cu ea. Familia nu a raportat probleme de retenție și a continuat să vină la controale lunare pentru ca medicul dentist să monitorizeze orice erupții dentare sau ajustări care necesitau a fi efectuate. Îmbunătățiri ale abilităților de vorbire, comunicare și stima de sine au fost, de asemenea, observate după aplicarea protezei dentare.
Un alt studiu de caz din 2013 s-a efectuat asupra unui băiat de opt ani care a raportat lipsă de dinți, dificultăți la masticație și în fonație, iar în plus a fost observat ca având alte simptome de displazie ectodermală.
Tatăl a confirmat că există antecedente familiale de anodonție. Pacientul avea, de asemenea, sensibilitate la cald, absența transpirației, piele uscată, sprâncene și gene absente, hiperpigmentare și multe alte simptome de displazie ectodermală. După o examinare completă, pacientul a fost diagnosticat cu anodonție completă. Pacientul a fost tratat prin confecționarea și aplicarea de proteze mobile, atât la maxilar, cât și la mandibulă. După ce i-au fost aplicate protezele dentare, apectul facial și expresiile pacientului s-au îmbunătățit. Pacientul a fost, de asemenea, chemat la fiecare șase luni. S-a observat o îmbunătățire drastică în realizarea masticației și fonației.